# Операция «Выпь»
Операция «Выпь» (англ. Operation Bittern) — военная операция, разработанная британской разведывательно-диверсионной службой Управление специальных операций и Норвежским эмигрантским правительством в Лондоне и проведённая в 1942 году в оккупированной немцами во время Второй мировой войны Норвегии.

## План операции
Четыре агента-инструктора УСО Тор Нелиссен (Thor Helliessen), Ян Алан (Jan Allan), Рубен Ларсен (Ruben Larsen) и Йоханнес С. Андерсен (Johannes S. Andersen) высадились в Норвегии в лесистом районе Нордмарк (севернее Осло) в октябре 1942 года. Их главная задача состояла  в оказании помощи движению сопротивления — Милорг (сокращение от military organization) в ликвидации норвежских нацистов и осведомителей. Агенты должны были обучить людей, выбранных Милорг для выполнения этой задачи. Милорг же желала, чтобы инструкторы УСО были ещё и исполнителями.

## Ход операции
По словам главнокомандующего норвежскими Вооружёнными силами генерала Вильгельма фон Танген Ханстена (Wilhelm von Tangen Hansteen) агенты прибыли не имея на руках никаких списков с фамилиями тех, кого надо ликвидировать, группа должна была действовать по решению норвежских Вооружённых сил. На встрече лидеров Милорг Енса Кристиана Ноджа (Jens Christian Hauge) и Артура Нанссона (Arthur Hansson) с лидером агентов обнаружилось, что такой список существует. Этот список содержал 62 фамилии, в которые были включены не только предатели и информаторы, но также нацистские политики, такие как министры коллаборационистского правительства Квислинга Хагелин, Лие и Фуглесанг. Милорг посчитала, что последствия ответа на их ликвидацию будут куда серьёзнее, чем эффект от самой ликвидации, судя по трагическому опыту посёлков Телавёг (Telavåg) и Майаватн (Majavatn). Поэтому, было решено использовать агентов как инструкторов для обучения военному делу и в совместной борьбе. Четыре агента были разделены на две группы.

## Последствия операции
Одна группа удачно решила свою задачу, действия другой привели к скандалу. После эпизодов пьянок, рискованных и авантюрных действий, Милорг потребовала отзыва этих двух агентов УСО в Великобританию.
Операция «Выпь» критиковалась норвежским военным командованием в сообщениях эмигрантскому правительству в Лондоне. Лондонское правительство было недовольно тем, что УСО, с молчаливого согласия Норвежского Верховного командования, использовало для работы известных бывших преступников. Инцидент привёл к долговременному конфликту Милорг и эмигрантского правительства с одной стороны и УСО с другой стороны, хотя впоследствии отношения улучшились.